# Hohenschambach
Hohenschambach ist ein Pfarrdorf in der Stadtgemeinde Hemau im Landkreis Regensburg in Bayern. Hohenschambach war bis 1978 Sitz der gleichnamigen Gemeinde.

## Geschichte
Scambah wird in einer Schenkungsurkunde Heinrichs II. vom 1. November 1007 erstmals erwähnt. Die Pfarrkirche in Hohenschambach wurde von 1759 bis 1764 wieder aufgebaut, nachdem sie bei einem Dorfbrand im Jahr 1758 vollständig abgebrannt war. Die Gemeinde Hohenschambach entstand mit dem bayerischen Gemeindeedikt von 1818 und umfasste die Orte Hohenschambach, Bachmühle, Grafenöd, Kochenthal, Neuhäusl, Pittmannsdorf (Bittmannsdorf), Schacha und Thonhausen. Am 1. Mai 1978 wurde die Gemeinde Hohenschambach nach Hemau eingemeindet.

## Sehenswürdigkeiten
In der Liste der Baudenkmäler sind die Katholische Pfarrkirche Mariä Heimsuchung, der Pfarrhof, eine Hausfigur des hl. Florian und ein Steinkreuz aufgeführt.